# Jagdgeschwader 52
Jagdgeschwader 52 (dobesedno slovensko: Lovski polk 52; kratica JG 52) je bil lovski letalski polk (Geschwader) v sestavi nemške Luftwaffe med drugo svetovno vojno.

## Organizacija
- štab
- I. skupina
- II. skupina
- III. skupina
- IV. skupina

## Vodstvo polka
Poveljniki polka (Geschwaderkommodore)
- Major Merhart von Bernegg: 19. avgust 1939
- Major Hanns Trübenbach: 19. avgust 1940
- Major Wilhelm Lessmann: 11. oktober 1941
- Oberstleutnant Friedrich Beckh: 2. junij 1942
- Major Herbert Ihlefeld: 22. junij 1942
- Oberstleutnant Dieter Hrabak: 1. november 1942
- Oberst Hermann Graf: 1. oktober 1944